# Topór (powiat węgrowski)
Topór – wieś w Polsce położona w województwie mazowieckim, w powiecie węgrowskim, w gminie Stoczek. Ma status sołectwa.
W pierwszych wiekach swojego istnienia wieś nazywała się "Wielgie", by poprzez XIX wiek uzyskać nazwę Wielgie Topór, a ostatecznie ostać przy współczesnej nazwie.
W latach 1975–1998 miejscowość należała administracyjnie do województwa siedleckiego.
Wierni kościoła rzymskokatolickiego należą do parafii św. Stanisława Biskupa Męczennika w Stoczku.